# Midnight Club
Midnight Club（ミッドナイトクラブ）は、ロックスター・サンディエゴが制作し、ロックスター・ゲームスから発売されたストリートレースを題材とするレースゲームシリーズ。

## 概要
タイトルに併記されている「湾岸」の文字はあくまでもワンポイントの装飾として扱われており、正式名称には含まれない。また、楠みちはるの漫画『湾岸ミッドナイト』とも無関係である。
日本国内では1作目のMidnight Club: Street Racingのみ、シスコンエンタテイメントから発売された。
シリーズの1作目と2作目では、非合法なストリートレースのゲームであるためか、プレイヤーが運転する車両は架空の車やバイクであったが、3作目以降は実在するメーカーの車種となった。
2008年10月20日に最新作となる「Midnight Club: Los Angeles」が、アメリカで発売された。日本版も2009年2月5日にスパイクから発売された。
舞台には実在の都市や名所をモデルとする物がある（例:一作目はニューヨークとロンドン、二作目はロサンゼルス、パリ、東京の3か国の都市。3作目では、スタジオのあるサンディエゴが選ばれたことがある）。
売上本数は、全世界でシリーズ累計約1300万本（2010年現在）。

## シリーズ一覧
カッコ内のタイトルはアップデート・移植版。
| タイトル                              | プラットフォーム                        | 発売日（日本国内） | 備考                   |
| ------------------------------------- | --------------------------------------- | ------------------ | ---------------------- |
| Midnight Club: Street Racing          | PlayStation 2 ゲームボーイアドバンス    | PS2: 2001年3月1日  |                        |
| Midnight Club II                      | PlayStation 2 Xbox PC                   | 未発売             |                        |
| Midnight Club 3:DUB Edition           | PlayStation 2 Xbox PlayStation Portable | 未発売             |                        |
| （Midnight Club 3:DUB Edition Remix） | PlayStation 2 Xbox                      | 未発売             | 3のマイナーチェンジ版  |
| Midnight Club: Los Angeles            | PlayStation 3 Xbox 360                  | 2009年2月5日       |                        |
| Midnight Club: LA Remix               | PlayStation Portable                    | 2009年2月5日       | Los AngelesのPSP移植版 |

## ゲーム内容
ゲームの内容はバトルレース、チェックポイントレース、旗取りレース、シティドライブの4種類から成り立っている。プレイヤーはストリート最速の走り屋集団"ミッドナイトクラブ"の一員となり個性豊かなライバルたちと数々のレースで勝利をつかみ、走り屋の頂点を目指すことになる。
バトルレース - クエストモードで勝利したライバルを指名して1対1で再戦することが可能。テクニックを磨くために相手とひたすら走り、1位をめざすモード。
チェックポイントレース - 複数のチェックポイントをすべて通過して（順番はどこからでもよい）1位をめざすモード。
中にはロンドンバスだらけの中を走るレースや、パトカーだらけの中を走るレースもある。
それをクリアするとボーナスカーがもらえる。
旗取りレース - 相手よりも旗を早く取り、それを目的地にもっていくモード。
相手にぶつけられると旗が取られるので注意が必要。
また制限時間、点数も上げ下げできるので、好きにあわせられる。
シティドライブ - 好きにロンドン、ニューヨークの町を走れる。交通量、通行人の量が変えられる他、天候も変えられる。
だが、ドライブをしていると乗用車からよくぶつけられる。またレースで獲得したボーナスカーなども好きに動かせられる。
ロンドンバスも運転できるが、ロンドン内のトンネルには入れないので注意が必要。他のロンドンバスはトンネルに普通に入るがトンネルに入る直前に小突くと入れなくなる(当たり判定が変化するため。衝突後に当たり判定が変化するのは後の作品でも同じである。)。

## 車種
ロンドンでは、郵便車、ロンドンバス、ブラックキャブ、レッカー車、工事用の車、小型トラック、その他の普通車が走っており、
ニューヨークでは、ニューヨークバス、郵便車（fedexの車だがゲームではmidexと書いてある）、レッカー車、パトカー、小型トラック、タンクローリー、その他の普通車が走っている
どちらとも普通車はバン、セダン、ピックアップ、ワゴンが走っている。
なおキャリアモードでプレイヤーは序盤はイエローキャブに乗ることとなっている。
シティドライブでニューヨークでは特定の2か所のマーカーに触れるとスーパータクシー、モンスタータクシーが使用可能となる。
ロンドンでは特定の3か所にあるマーカーに触れるとセルビア（原語版はFaasuto）の3つのグレードのスポーツカーが使用可能となる。
また開発・販売が同じ「CRAZY BUMP'S 〜かっとびカーバトル!〜」のセーブデータをMidnight Clubと同じメモリーカードに入れていると、Baja Buggyが使用可能となる。

## クエストモードで登場するライバル達

### ニューヨーク
エミリオ・サンチェス
キャラクターボイス（以下声）- Juan Hernandez / 山崎たくみ（日本語版）
プレイヤーが最初に戦う相手。バスタング（原語版はCrusero）というローライダー系のホットロッドを操る。

ラリー・ミューラー
声 - Larry Muller / 松本大（日本語版）
マフィアにコネがあるとうわさされるほど有名な倉庫管理を勤める男。KJ（原語版はJones）というピックアップトラックを操る。

ケイコ・ハタノ
声 - Kei Arita / 松谷彼哉（日本語版）
ブランド服を着ており一見クールに見えるがステアリングを握ると別人になる日本人女性。CR-Z（原語版はPiranha）というハッチバックコンパクトカーを操る。

カリーム・ウィンドロス
声 - Ty Jones / 宗矢樹頼（日本語版）
ニューヨークの権力者で全米最速と豪語するほどの自信を持つ走り屋。彼を倒すとロンドンへ進むことができる。フェニックス（原語版と共通）というマッスルカーを操る。

### ロンドン
ルーカス・ハウエル・ジョーンズ
声 - Dominic Hawsley / 堀内賢雄（日本語版）
優れたドライビングテクニックがあるが熱くなりやすい性格でよくミスをする。マーチン（原語版はModicum）というハッチバックコンパクトカーを操る。

エミリー・モートン
声 - Victoria Arbiter / 日野由利加（日本語版）
完璧すぎるルックスやプロポーション、才能、金など全てを手に入れ、チャンピオンの称号を狙う女性ドライバー。メルザデス（原語版はAscent）というセダンを操る。

ダレン・サロック
声 - Dominic Hawsley / 大塚芳忠（日本語版）
周到で非情なビジネスを駆使して巨万の富を築いた全英最速の男。フェリーラ（原語版はAmata）というスーパーカーを操る。

ワールドチャンピオン
声 - 無し / 茂呂田かおる（日本語版）
日本で無敗と言われている以外、その素性はほとんど知られていないレーサー。正体は「アニカ」という女性ドライバーでチューニング工場を経営する日本人とアメリカ人のハーフであることがレース勝利後に判明する。ローカス（原語版はZender）というスーパーカーを操る。